# Значущі цифри
Значущі цифри (також відомі як точність числа) — це цифри, які мають істотне значення у визначенні здатності вимірювання числа. Сюди входять усі цифри, крім:
- Провідних нулів. Наприклад, «013.» має дві значущі цифри: 1 і 3;
- Нульових молодших розрядів[en], коли вони просто заповнювачі, щоб вказати масштаб числа (точні правила пояснюються при визначенні значущих цифр);
- Помилкових цифр, які введені, наприклад, за допомогою обчислень, проведених з більшою точністю, ніж вихідні дані, або вимірювань, переданих з точністю, яка перевищує обчислювальні здатності обладнання.

Найбільш значущою цифрою числа, є цифра, що займає позицію з найбільшим показником (лівіша у звичайному десятковому позначенні), а найменш значущою є цифра, позиція якої має найнижче значення показника (правіша у звичайному десятковому позначенні). Наприклад, у числі «123»: «1» є найбільш значущою цифрою, оскільки вона нараховує сотні (102), а «3» — найменш значуща цифра, оскільки вона нараховує одиниці (100).
Арифметика значущості — це сукупність правил для збереження наближеної значущості протягом усіх обчислень. Складнішими науковими правилами є поширення невизначеності.
Щоб не використовувати незначні цифри, числа часто округляються. Наприклад, щоб не створювати хибну точність вимірювання, як 12,34525 кг (що має сім значущих цифр), якщо ваги вимірюють лише до грамів, треба показувати 12,345 кг (що має п'ять значущих цифр). Числа також можуть бути округлені просто для простоти, а не для вказівки заданої точності вимірювання, наприклад, для того, щоб вони швидше вимовлялися в новинних ефірах.

## Визначення значущих цифр

### Правила стисло

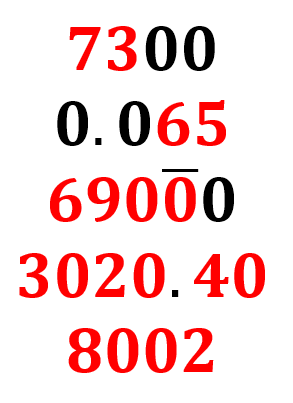
Цифри червоного кольору - значущі цифри; чорного - ні

- Усі ненульові цифри є значущими: 1, 2, 3, 4, 5, 6, 7, 8, 9.
- Нулі між ненульовими цифрами значущі: 102, 2005, 50009.
- Провідні нулі ніколи не бувають значущими: 0,02; 001,887; 0,000515.
- В числі з десятковою або без десяткової крапки знаходяться знакові нулі (праворуч від останньої ненульової цифри) за умови, якщо вони обґрунтовані точністю їх використання: 389,000; 2,02000; 5,400; 57,5400. Для уточнення значущості або важливості останніх нулів, потрібно більше інформації через додаткові графічні символи або явні відомості про помилки.

### Пояснення правил значущих цифр
Зокрема, правила ідентифікації значущих цифр при написанні або інтерпретації чисел полягають в наступному:
- Усі ненульові цифри вважаються значущими. Наприклад, 91 має дві значущі цифри (9 і 1), тоді як 123,45 — п'ять значущих цифр (1, 2, 3, 4 і 5).
- Нулі, що з’являються де завгодно між двома ненульовими цифрами, є значущими: 101,1203 має сім значущих цифр: 1, 0, 1, 1, 2, 0 і 3.
- Нулі зліва від значущих цифр несуттєві. Наприклад, 0,00052 має дві значущі цифри: 5 та 2.

Нулі праворуч від значущих цифр є значущими лише тоді, коли вони обґрунтовані точністю їх виведення. Наприклад, 12,2300 має шість значущих цифр: 1, 2, 2, 3, 0 і 0. Число 0,000122300 досі має лише шість значущих цифр (нулі перед 1 не є значущими). Крім того, 120,00 має п'ять значущих фігур, оскільки у нього є три задні нулі. У більшості ситуацій зрозуміло, що нульові знаки відображаються лише в тому випадку, якщо вони є значущими: наприклад, якщо вимірювання 12,23 (з точністю до двох десяткових знаків), потрібно записати з точністю до чотирьох десяткових знаків, результат буде 12,2300 (у цьому випадку шість значущих цифр). 
- Значення кінцевих нулів в числі, що не містить десяткової крапки, може бути неоднозначним. Наприклад, не завжди може бути зрозуміло, якщо число, подібне до 1300, є точним до найближчої одиниці (і просто випадково є кратним на сотню) або якщо воно відображається до найближчої сотні через округлення або невизначеності. Для розв'язання цього питання існує багато конвенцій, але ці конвенції здебільшого езотеричні й не розуміються тими, хто не є фахівцями з даної теми:

- Риса зверху, іноді також називають вінкулюм, може бути розміщена над останньою значущою цифрою; нулі, що слідують за цим, незначні. Наприклад, 13 0 0 має три значущі цифри (і, отже, вказується, що число точно до найближчої десятки).

- Рідше, використовуючи тісно пов’язану конвенцію, може бути підкреслена остання значна цифра числа; наприклад, "2 0 00" має дві значущі цифри.

- Десяткова крапка, що розміщена після числа; наприклад "100." конкретно вказує, що маються на увазі три значущі цифри.

- Коли разом з числом вказуються одиниці вимірювання, двозначності можна уникнути, вибравши відповідний префікс одиниці. Наприклад, кількість значущих цифр у масі, вказаної як 1300 г, неоднозначна, тоді як якщо зазначити як 1.3 кг навпаки.

- Цифра може бути виражена в експоненціальному запису (див. нижче).

Оскільки ці конвенції не є загальноприйнятими, часто потрібно визначати з контексту, чи мають бути нулі значущими. Якщо все інше не вдається, рівень округлення можна точно вказати. Іноді використовується абревіатура sf, наприклад "20 000 до 2 sf" або "20 000 (2 sf)". Крім того, невизначеність може бути вказана окремо і явно зі знаком плюс-мінус, як у "20 000 ± 1%", так що правила значущих цифр не застосовуються. Це також дозволяє вказати точність між десятинними ступенями.

### Експоненціальний запис
У більшості випадків ті ж правила застосовуються до чисел, виражених в експоненціальному запису. Однак у нормалізованій формі цього позначення початкові та кінцеві цифри не заповнюються, тому всі цифри є значущими. Наприклад, 0.00012 (дві значущі цифри) стає 1.2 × 10−4, а 0.00122300 (шість значущих цифр) стає 1.22300 × 10−3. Зокрема, усунена потенційна двозначність, щодо суттєвості кінцевих нулів. Наприклад, 1300 до чотирьох значущих цифр записується як 1,300, тоді як 1300 до двох значущих цифр записується як 1,3 × 103.
Частина запису, яка містить значущі цифри (на відміну від підстави або показника ступеня) відома як мантиса. 

## Округлення та десяткові розряди
Основне поняття значущих цифр часто використовується у зв'язку з округленням. Округлення до значущих цифр є більш загальною технікою, ніж округлення до n знаків після коми, оскільки воно обробляє числа різних розмірів рівномірно. Наприклад, чисельність населення міста може бути відома лише до найближчої тисячі й може бути вказана як 52,000, тоді як населення країни може бути відоме лише до найближчого мільйона і бути 52,000,000. Перше може помилятися сотнями, а останнє може помилятися сотнями тисяч, але обидва мають дві значущі цифри (5 і 2). Це зображує той факт, що значущість помилки однакова в обох випадках щодо величини вимірюваної кількості. 
Для округлення до n значущих цифр: 
- Визначте значущі цифри перед округленням. Це n послідовних цифр, що починаються з першої ненульової цифри.
- Якщо цифра праворуч від останньої значущої цифри не менш 5, за якою слідують інші ненульові цифри, додайте 1 до останньої значущої цифри. Наприклад, якщо 1,2459 — результат обчислення або вимірювання, що зобов'язує надати лише 3 значущі цифри, слід записати 1,25.
- Якщо цифра праворуч від останньої значущої цифри — це 5, за якою не слідують жодні інші цифри або слідують лише нулі, для округлення потрібне правило розриву зв'язку. Наприклад, для переходу від 1,25 до 2 значущих цифр застосовується: 
  - Математичне округлення — округлює до 1,3. Це метод округлення за замовчуванням, що мається на увазі у багатьох дисциплінах якщо не вказано іншого.
  - Округлення до найближчого парного — в цьому випадку буде 1,2. Та ж стратегія, що застосовується до 1,35 — буде 1,4. Цей метод вважається кращим багатьма науковими дисциплінами, оскільки, наприклад, він дозволяє уникнути перекоси середнього значення довгого списку цінностей вгору.
- Незначні цифри замініть перед десятковою комою нулями.
- Відкиньте всі цифри після десяткової крапки праворуч від значущих цифр (не замінюйте їх нулями).

У фінансових розрахунках число часто округляється до заданої кількості розрядів (наприклад, до двох розрядів після десяткового роздільника для багатьох світових валют). Це робиться тому, що більша точність несуттєва, і зазвичай неможливо погасити борг менший, ніж найменша валютна одиниця. 
У Великій Британії прибутковий податок з фізичних осіб округлюється до найближчого фунта, а сплачений податок обчислюється з точністю до пенні. 
Як ілюстрацію, десяткову величину 12,345 можна виразити різними числами значущих цифр або десяткових знаків. Якщо точність недоступна, то число певним чином округляється, щоб відповідати наявній точності. У наступній таблиці показані результати для різних загальних точностей та десяткових знаків. 
| Точність | Округлений до видатної постаті | Округлений до десяткових знаків |
| -------- | ------------------------------ | ------------------------------- |
| 6        | 12,3450                        | 12,345000                       |
| 5        | 12,345                         | 12,34500                        |
| 4        | 12,34 або 12,35                | 12,3450                         |
| 3        | 12,3                           | 12,345                          |
| 2        | 12                             | 12,34 або 12,35                 |
| 1        | 10                             | 12,3                            |
| N/A      | 12                             |                                 |

Ще один приклад для 0,012345 : 
| Точність | Округлений до видатної постаті | Округлений до десяткових знаків |
| -------- | ------------------------------ | ------------------------------- |
| 7        | 0,01234500                     | 0,0123450                       |
| 6        | 0,0123450                      | 0,012345                        |
| 5        | 0,012345                       | 0,01234 або 0,01235             |
| 4        | 0,01234 або 0,01235            | 0,0123                          |
| 3        | 0,0123                         | 0,012                           |
| 2        | 0,012                          | 0,01                            |
| 1        | 0,01                           | 0,0                             |
| N/A      | 0                              |                                 |

Представлення додатного числа x до точності p значущих цифр має числове значення, яке задається формулою:     
{\displaystyle 10^{n}\cdot \operatorname {round} \left({\frac {|x|}{10^{n}}}\right)}
де
{\displaystyle n=\lfloor \log _{10}(x)\rfloor +1-p}
що може бути потрібно записати з певним маркуванням, як описано вище, щоб вказати кількість значущих нульових знаків.

## Арифметика
Оскільки існують правила для визначення кількості значущих цифр у велечинах, виміряних безпосередньо, існують правила для визначення кількості значущих цифр у кількостях, розрахованих за цими виміряними величинами. 
Тільки виміряні величини враховуються при визначенні кількості значущих цифр у розрахункових велечинах. Точні математичні величини, такі як π у формулі для площі кола з радіусом r, πr2, не впливають на кількість значущих цифр у кінцевій обчисленій площі. Аналогічно, ½ у формулі кінетичної енергії маси m зі швидкістю v, ½mv2, не має відношення до кількості значущих цифр кінцевої розрахункової кінетичної енергії. Для цієї мети константи π і ½  мають нескінченну кількість значущих цифр.   
Для величин, утворених від вимірюваних величин множенням та діленням, обчислений результат повинен мати стільки ж значущих цифр, скільки виміряне число з найменшою кількістю значущих цифр. Наприклад, 
1,234 × 2,0= 2,468… ≈ 2,5,
маючи лише дві значущі цифри. Перший множник має чотири значущі цифри, а другий — дві значущі цифри. Коефіцієнт з найменшою кількістю значущих цифр є другим із лише двома, тому підсумковий розрахунковий результат також повинен мати загалом дві значущі цифри. Про проміжні результати дивись нижче. 
Для величин, утворених від вимірюваних величин шляхом додавання та віднімання, останнє значуще десяткове місце (сотні, десятки, одиниці, десяті і т. д.) у результаті має бути таким самим, як найлівіше або найбільше десяткове місце останнього вагомого значення всіх виміряних величин у вираженні суми. Наприклад, 
100,0 + 1,234 = 101,{{overline(англ.)|2}}34… ≈ 101,2
з останнім значущим показником на десятому місці. Перший доданок має свою останню значущу цифру на десятому місці, а другий доданок має останню значущу цифру на тисячному місці. Найлівіший з десяткових знаків останньої значущої цифри з усіх доданків суми - десяте місце від першого доданку, тому обчислений результат також повинен мати останнє значне число на десятому місці. 
Правила обчислення значущих цифр для множення і ділення протилежні правилам додавання і віднімання. Для множення та ділення має значення лише загальна кількість значущих цифр у кожному з елементів; десяткове місце останньої значущої цифри в кожному числі не має значення. Для додавання і віднімання має значення лише десяткове місце останньої значущої цифри в кожному з доданків; загальна кількість значущих цифр у кожному елементі не має значення.     Однак більша точність часто буде отримана, якщо деякі незначущі цифри зберігаються в проміжних результатах, які використовуються в наступних обчисленнях.     
У логарифмі з основою 10 нормалізованого числа результат слід округляти до кількості значущих цифр у нормалізованому числі. Наприклад, log10 (3,000 × 104) = log10(104) + log10(3,000) ≈ 4 + 0,47712125472, слід округлити до 4,4771. 
При розрахунку антилогарифма, отримане число повинно мати стільки ж значущих цифр, скільки мантиса в логарифмі. 
При виконанні розрахунку, не дотримуйтесь цих вказівок щодо проміжних результатів; зберігайте стільки цифр, скільки буде практично (принаймні на 1 більше, ніж передбачається точністю кінцевого результату) до кінця обчислення, щоб уникнути кумулятивних помилок округлення. 

## Оцінка десятинних частин
Коли ви працюєте з лінійкою, спочатку використовуйте найменшу позначку як першу оцінну цифру. Наприклад, якщо найменша позначка лінійки дорівнює 0,1 см, а вимірюється 4,5 см, запишемо 4,5 (± 0,1 см) або 4,4 - 4,6 см. Однак, як правило, на практиці вимірювання може бути оцінено оком на відстань, що перевищує інтервал між найменшою позначкою лінійки, наприклад, у наведеному вище випадку воно може бути оцінене між 4,51 см і 4,53 см (див. нижче). 
Можливо також, що загальна довжина лінійки може бути не точною, а позначки можуть бути недосконало розташовані в межах кожної одиниці. Однак припускаючи нормальну лінійку хорошої якості, слід оцінити десятинні значення між найближчими двома знаками, щоб досягти додаткового знаку точності. Якщо цього не зробити, до будь-якої помилки калібрування лінійки додається помилка читання лінійки. 

## Оцінка
Оцінюючи частку особин, що мають певну характеристику в популяції, з випадкової вибірки цієї популяції, кількість значущих цифр не повинна перевищувати максимальну точність, дозволену цим розміром вибірки.

## Співвідношення точності та прецизійності вимірювання
Традиційно в різних технічних галузях "точність" означає близькість даного вимірювання до його справжнього значення; "прецизійність" належить до стійкості цього вимірювання, при багаторазовому повторенні. Для фактичного використання терміна "точність" в науковому товаристві існує більш сучасний стандарт ISO 5725, який зберігає те саме визначення точності, але визначає термін "справжність", як близькість даного вимірювання до його справжнього значення і використовує термін "точність" як поєднання правдивості та прецизійності. (Див. Статтю Точність для більш детального аналізу.) У будь-якому випадку кількість значущих цифр приблизно відповідає прецизійності, а не використанню слова точність або нової концепції справжності. 

## У обчислювальній техніці
Комп'ютерні подання чисел з рухомою комою зазвичай використовують форму округлення до значущих цифр, але з двійковими числами. Кількість правильних значущих цифр тісно пов'язана з поняттям відносної похибки (яка має перевагу в тому, що є більш точною мірою точності, і не залежить від радікса, також відомого як основа, використовуваної системи числення). 

## Дивитися також
- Точність
- Закон Бенфорда (Закон першої цифри)
- IEEE 754 (стандарт IEEE з плаваючою точкою)
- Інтервальна арифметика
- Алгоритм підсумовування Кахана

## Зовнішні посилання
- Значні цифри Відео Ханської академії [Архівовано 25 січня 2012 у Wayback Machine.]
- Калькулятор значущих цифр від Calculators.tech [Архівовано 24 вересня 2020 у Wayback Machine.]
- Калькулятор значущих цифр за допомогою калькулятора Sig Figs [Архівовано 15 липня 2020 у Wayback Machine.]